# Tamanduamyia
Tamanduamyia is een geslacht van vliegen uit de familie van de Mythicomyiidae. De wetenschappelijke naam van het geslacht werd voor het eerst geldig gepubliceerd door Rafael en Limeira-de-Oliveira in 2014.

## Soorten
- Tamanduamyia bandeira Rafael & Limeira-de-Oliveira, 2014[1]